# Carlemanklass
En Carlemanklass är en mängd av funktioner definierade på den reella talaxeln.
Givet en positiv talföljd
{\displaystyle M=\{M_{\nu }\}_{\nu =0}^{\infty }\quad ,\quad M_{0}=1}
och ett intervall {\displaystyle I\subset \mathbb {R} }
är Carlemanklassen {\displaystyle C_{M}(I)} 
mängden av funktioner  {\displaystyle f\in C^{\infty }(I)} sådana att {\displaystyle |f^{(\nu )}(x)|<\alpha K^{\nu }M_{\nu }\quad ,\quad \forall \nu \in \mathbb {} N}
där {\displaystyle \alpha } och {\displaystyle K} är konstanter som beror av {\displaystyle f} men inte av {\displaystyle \nu }.